# Rhytiphora dawsoni
Rhytiphora dawsoni är en skalbaggsart som beskrevs av Stefan von Breuning 1970. Rhytiphora dawsoni ingår i släktet Rhytiphora och familjen långhorningar. Inga underarter finns listade i Catalogue of Life.